# Futebol de rua

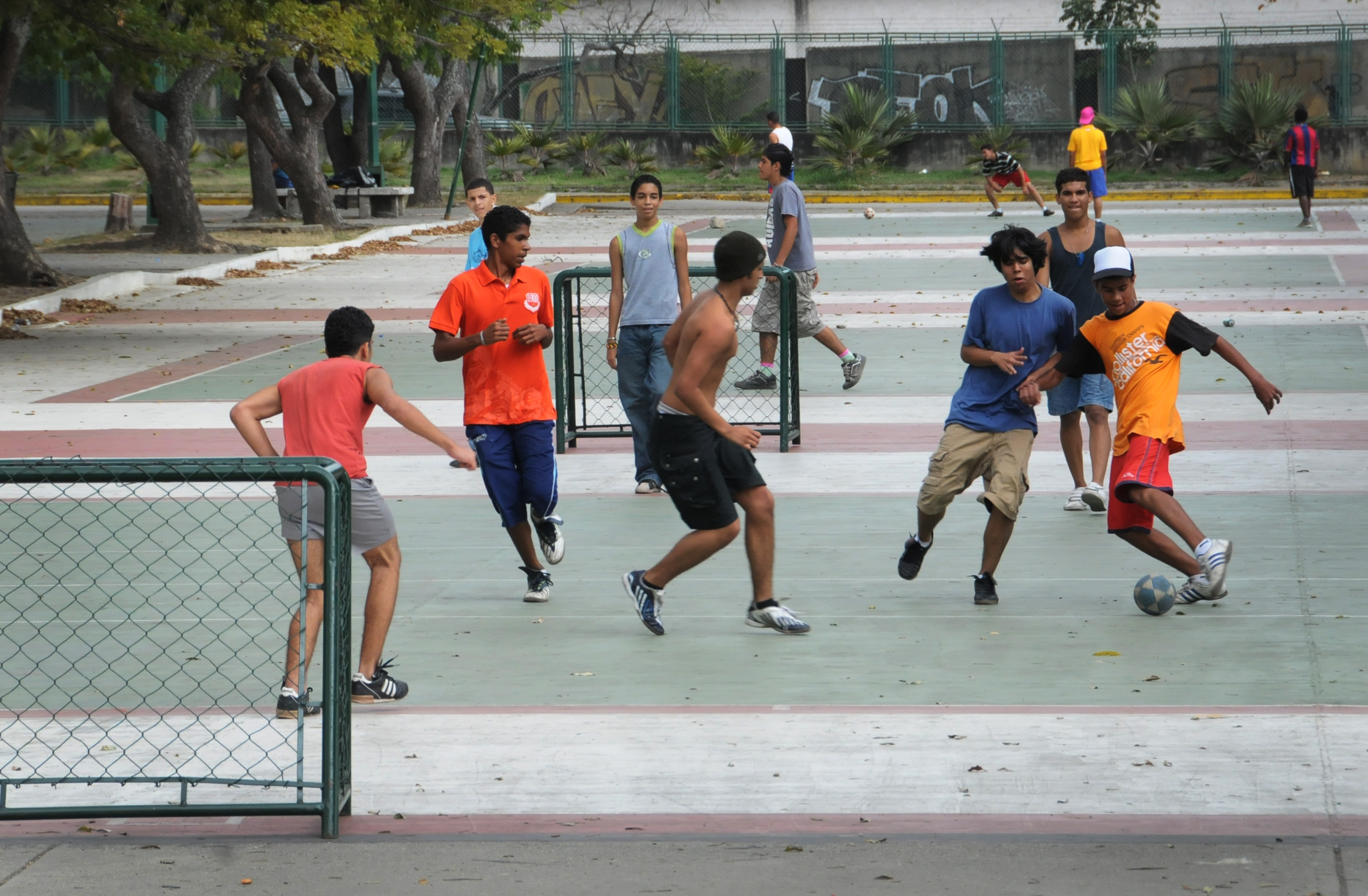
Futebol de rua em Caracas, Venezuela

Futebol de rua é uma modalidade oficiosa e recreativa de futebol praticada em vários países do mundo. É uma adaptação do Futebol de campo para as ruas.
É um esporte intrinsecamente social mas baseado nas leis internacionais do futebol adaptado.

## Regras do futebol de rua
As regras de jogo na prática do futebol de rua  podem variar de acordo com cada associação e competição e até região . Mas algumas regras são universais. Segue abaixo, as regras mais praticadas em competições oficiais.

### Campo
O campo deve ter 21 metros de comprimento e 16 metros de largura.
O campo de jogo deverá estar cercado por tabelas de 1 metro a 1,30 de altura. Com uma duas entradas numa das laterais.  

### Bola
A bola é a n.º 4 (mesma usada no futsal)

### Tempo de jogo
Dois (2) tempos de vinte (20) minutos.

### Jogadores
As equipes podem ser constituídas, só por jogadores do sexo masculino, só feminino ou mistas;
Devem estar em campo: 1 goleiro e 4 jogadores de campo. O jogo só poderá iniciar ou
continuar no mínimo com um goleiro e um jogador de campo. Caso as condições mínimas não existam
a equipe em falta perderá o jogo.

### Equipes
Cada equipe pode ser constituída no máximo por 4 jogadores de campo e 1 guarda‐redes + 4
suplentes;

### Substituições
O número de substituições durante um jogo é livre e sem ser necessária a autorização do juiz
de campo.

### Goleiro
O goleiro não pode marcar gol, se marcar o gol é anulado (apenas contabilizado caso seja goleiro-linha);
Não deve sair da grande área, se sair é grande penalidade;
Não pode ter demasiado tempo a bola em seu poder (5 segundos );
Não pode pegar a bola com a mão se esta for passada por um colega de equipa. Será tiro livre, marcado do local onde foi efetuado o atraso; Não deve sair da grande área, se sair é livre mas o toque de bola apenas é válido para os pés.

### Faltas
Os jogadores não devem entrar na grande área independentemente da sua posição ofensiva ou defensiva (ir
buscar a bola não é permitido). Se um jogador da equipa que defende entrar na grande área, a outra equipa
terá direito à marcação de uma grande penalidade.  
Se um jogador da equipa atacante entrar na grande área, a outra equipa terá direito a um pontapé de baliza.

### Cartões
Cartão amarelo: Serve de aviso. Dois cartões dão direito a um azul. A utilização de linguagem menos própria,
(asneiras/calão) insultos ou desrespeito por qualquer pessoa dentro ou fora de campo dá direito a um cartão amarelo.
Cartão azul: (Tempo de exclusão): Quando um jogador ignora as regras pode ser excluído do jogo por 2 minutos. A equipa terá de jogar com menos 1 jogador. A marcação de um gol pela equipa adversária não
suspende a exclusão do jogador antes do término dos 2 minutos; Dois Cartões azuis no mesmo jogo, dá
direito a um vermelho, não podendo jogar no jogo seguinte. O jogador que recebe por acumulação no
mesmo torneio, 3 cartões azuis não poderá jogar no jogo seguinte;
Cartão Vermelho: (má conduta  ‐  agressões verbais e desrespeito pelo juiz de campo, por outro jogador,
audiência ou organização): O jogador será expulso. A equipa terá que jogar com menos 1 jogador até ao fim
do jogo; O jogador que recebe cartão vermelho não poderá jogar no jogo seguinte; a acumulação de 2
cartões vermelhos no mesmo torneio dá expulsão do torneio.

### Penalidades
As grandes penalidades são marcadas quando:
Um jogador da equipa defensiva em disputa da bola entra na grande área;  
Surgirem três passes consecutivos para o guarda‐redes sem que nenhum jogador da equipa adversária tenha
ainda tocado a bola;
o goleiro mantiver a bola mais tempo que o necessário na grande área (5 “ );
Existirem faltas graves;
Aquando da marcação de uma grande penalidade, o jogador deve colocar a bola na marca de grande
penalidade e marcar da forma que desejar até a o limite da grande área (bola corrida).  
Marcação de Livres: A marcação de um livre surge em consequência de uma falta de um jogador de uma
equipa em relação à outra. Todos os livres devem ser marcados de forma indireta. Se a bola entrar na baliza
sem ter tocado em algum jogador, não será golo. O livre é marcado com o pé.
Distancia entre Jogadores (barreira): Nos livres, foras ou cantos os jogadores da equipa contrária devem
estar no mínimo a 2 metros de distância.  
Bola Fora: sempre que a bola bate na rede ou sai fora do perímetro de jogo. O lançamento da bola lateral é
marcado com a mão e com a bola junto ao chão.
Canto: é canto sempre que um jogador de campo da equipa que defende, tocar na bola e ela sair pela linha
de fundo. Se for o guarda‐redes a tocar na bola por último não é canto. O canto é marcado com a mão e com a bola junto ao chão.
Regra do meio Campo: A equipa que defende só o pode fazer com 2 jogadores de campo e o guarda‐redes,
atrás da linha de meio campo. Ficando sempre um jogador no ataque para além do meio campo. Em caso de
desrespeito desta regra é marcado um livre.

### Arbitragem
1. 2 árbitros, um principal outro auxiliar.